# Урош I Вуканович
Урош I Вуканович (серб. Урош I Вукановић; умер в 1145) — великий жупан Рашки из династии Вукановичей, правил в первой половине XII века.
Урош Вуканович был племянником великого жупана Рашки Вукана. Его точная дата рождения неизвестна, равно как и кто был его отцом. Предположительно, Урош был сыном Марко, брата Вукана. Впервые в летописях он упоминается в связи с византийским походом на сербов 1093—1094 годах. Тогда Урош и его брат Стефан оказались в числе двадцати знатных заложников, которые были даны византийцам как гарантия мира. Дата его возвращения неизвестна. После смерти Вукана в 1112 году Урош стал великим жупаном Рашки.
Урошу удалось наладить тесные отношения с Венгрией, ведшей в это время периодические войны с византийцами. В начале 1130-х годов Урош I выдал свою дочь Елену за будущего венгерского короля Белу II. Брат Елены Белош стал венгерским палатином и хорватским баном. Нападения сербов на византийские владения усилились во время Второго крестового похода. В качестве ответной меры император Мануил Комнин в 1149 году двинул на Рашку большое войско, которое заняло города Рас и Галич в долине реки Ибар. На помощь сербам прибыла венгерская армия, но и с её помощью Урошу I не удалось разгромить имперское войско. Сербско-венгерская армия была разбита византийцами на реке Тара. В результате Рашка в очередной раз признала зависимость от Византии. Великий жупан обязывался в случае необходимости по требованию императора предоставлять Византии 500 воинов для боевых действий в Малой Азии и 2000 воинов — для войны в Европе.
Около 1145 года Урош умер. В 1146 году в Рашке правил уже его сын Урош II Примислав.
У Уроша I были три сына (Урош, Деса и Белош) и две дочери (Елена и Мария).